# Карпеткин, Григорий Андреевич
Григорий Андреевич Карпеткин (4 февраля 1921, Афанасово, Калужская губерния — 17 декабря 1943, Кривой Рог, Днепропетровская область) — младший лейтенант Рабоче-крестьянской Красной армии, участник Великой Отечественной войны, Герой Советского Союза (1943).

## Биография
Родился 4 февраля 1921 года в деревне Афанасово (ныне — Малоярославецкий район Калужской области). После окончания семи классов школы работал трактористом.
В 1940 году был призван на службу в Рабоче-крестьянскую Красную армию. С декабря 1941 года — на фронтах Великой Отечественной войны. Член ВКП(б) с 1942 года. В 1943 году окончил курсы младших лейтенантов. К сентябрю 1943 года гвардии младший лейтенант Григорий Карпеткин командовал взводом пешей разведки 224-го гвардейского стрелкового полка 72-й гвардейской стрелковой дивизии 7-й гвардейской армии Степного фронта. Отличился во время битвы за Днепр.
В ночь с 25 на 26 сентября 1943 года взвод Карпеткина переправился через Днепр в районе села Бородаевка Верхнеднепровского района Днепропетровской области Украинской ССР и провёл разведку огневых позиций противника, благодаря чему советские войска успешно переправились через реку и освободили село. В бою непосредственно за Бородаевку Карпеткин взял в плен расчёт немецкого пулемёта, который дал важные сведения об обороне противника.
Указом Президиума Верховного Совета СССР от 26 октября 1943 года гвардии младший лейтенант Григорий Карпеткин был удостоен высокого звания Героя Советского Союза с вручением ордена Ленина и медали «Золотая Звезда».
17 декабря 1943 года погиб в бою за освобождение Кривого Рога, где и похоронен.

## Награды
- Медаль «Золотая Звезда» (26.10.1943);
- Орден Ленина (26.10.1943);
- Орден Красного Знамени (22.10.1943);
- Медаль «За отвагу» (01.05.1943).